# 賴格爾縣
賴加爾縣是印度切蒂斯格尔邦的一個縣，位於該國中部，面積6,530平方公里，識字率為70.16%，2011年人口1,493,627，人口密度每平方公里229人。县府设在赖格尔。该县由英印时期的几个较小的土邦合并组成，县名得自其中的赖格尔土邦。

## 外部連結
- Raigarh District homepage
- （页面存档备份，存于） List of places in Raigarh

21°54′N 83°24′E / 21.900°N 83.400°E